# Jordan EJ14
O  EJ14 é o modelo da Jordan da temporada de 2004 da F1. Condutores: Nick Heidfeld, Giorgio Pantano e Timo Glock. 

## Resultados[1]
(legenda) 
| Ano  | Chassi | Motor        | Pneus | N° | Pilotos         | 1   | 2   | 3   | 4   | 5   | 6   | 7   | 8   | 9   | 10  | 11  | 12  | 13  | 14  | 15  | 16  | 17  | 18  | Pontos | Posição |  |
| ---- | ------ | ------------ | ----- | -- | --------------- | --- | --- | --- | --- | --- | --- | --- | --- | --- | --- | --- | --- | --- | --- | --- | --- | --- | --- | ------ | ------- |  |
|      |        |              |       |    |                 |     |     |     |     |     |     |     |     |     |     |     |     |     |     |     |     |     |     |        |         |  |
|      |        |              |       |    |                 | AUS | MAL | BHR | SMR | ESP | MON | EUR | CAN | USA | FRA | GBR | GER | HUN | BEL | ITA | CHN | JPN | BRA |        |         |  |
| 2004 | R24    | Ford RS2 V10 | B     | 18 | Nick Heidfeld   | Ret | Ret | 15  | Ret | Ret | 7   | 10  | 8   | Ret | 16  | 15  | Ret | 12  | 11  | 14  | 13  | 13  | Ret | 5      | 9º      |  |
| 2004 | R24    | Ford RS2 V10 | B     | 19 | Giorgio Pantano | 14  | 13  | 16  | Ret | Ret | Ret | 13  |     | Ret | 17  | Ret | 15  | Ret | Ret | Ret |     |     |     | 5      | 9º      |  |
| 2004 | R24    | Ford RS2 V10 | B     | 19 | Timo Glock      |     |     |     |     |     |     |     | 7   |     |     |     |     |     |     | 15  | 15  | 15  |     | 5      | 9º      |  |